# Курсив

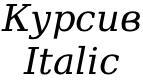
Курсив

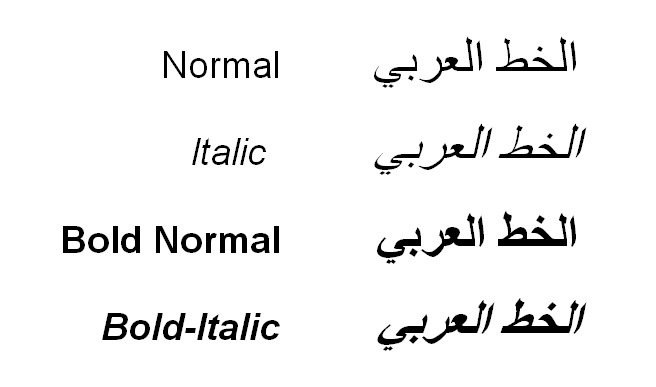
Чотири написання гарнітури Adobe Arabic (звичайний, курсив, напівжирний, напівжирний курсив)

Курси́в (через нім. Kursiv, фр. cursive від лат. cursiva (littera) — «швидке письмо, скоропис»), також письмі́вка; курсивне написання шрифту — у типографії: нахилений шрифт, написання якого засноване на стилізованій формі каліграфічного почерку. Написання шрифту курсивне використовується для виділення невеликих фрагментів тексту (до 1500 знаків прозового тексту), а також для набору, що базується на характерних ознаках вишуканого письма від руки.
Завдяки впливу каліграфії курсив найчастіше трохи нахилений праворуч (ось так). Зазвичай використовуються різні форми гліфів з латинського шрифту (ще один вплив каліграфії), а великі літери можуть мати додаткові розчерки й віньєтки, зумовлені витіюватою каліграфією.
Історично курсив був особливим різновидом шрифту, який використовувався повністю окремо від латинського, але зараз їх використовують разом: більшість сучасних шрифтів поставляються у звичайній (roman type) і нахиленій (oblique type) версіях (нахилену зазвичай називають «курсив», хоча насправді це не так). У такому використанні курсив — це спосіб підкреслити ключові моменти в друкованому тексті, ідентифікувати творчі роботи, процитувати іноземні слова або фрази або, цитуючи оратора, показати, на яких словах він наголошував. В одному з посібників з англійської мови курсив характеризують як «друкований еквівалент підкреслення» — іншими словами, підкреслення в рукописі вказує друкарю на використання курсиву.
У шрифтах, для яких не передбачено «справжнього» курсиву, замість нього можна використовувати нахилений шрифт. Різниця між справжнім і нахиленим курсивами полягає в тому, що курсив має деякі форми літер, відмінні від звичайного шрифту (тобто це окремий шрифт), а в нахиленому шрифті літери просто нахилені без змінення форм літер.
У західній традиції курсивні шрифти називають italic (італійські) — ця назва зумовлена тим, що каліграфічні шрифти вперше були створені в Італії з метою замінити документи, традиційно написані від руки — почерком, який називали «канцелярським». Шрифти розробляли переважно Альд Мануцій та Людовіко Аррігі (обидва між XV та XVI століттями).

## Історія

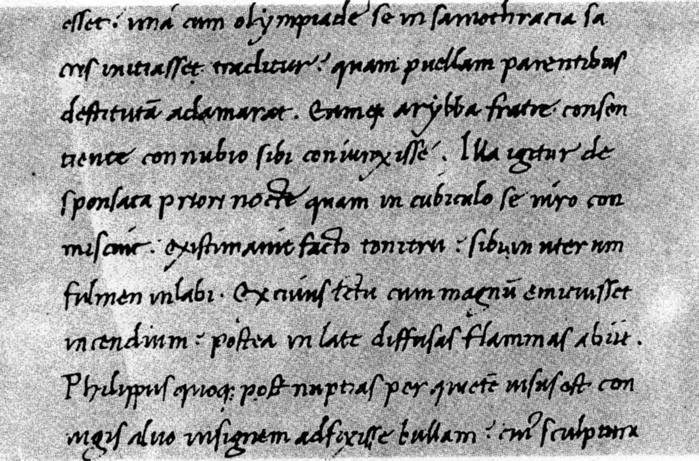
Зразок скоропису Нікколо Нікколі, який перетворився на курсив.

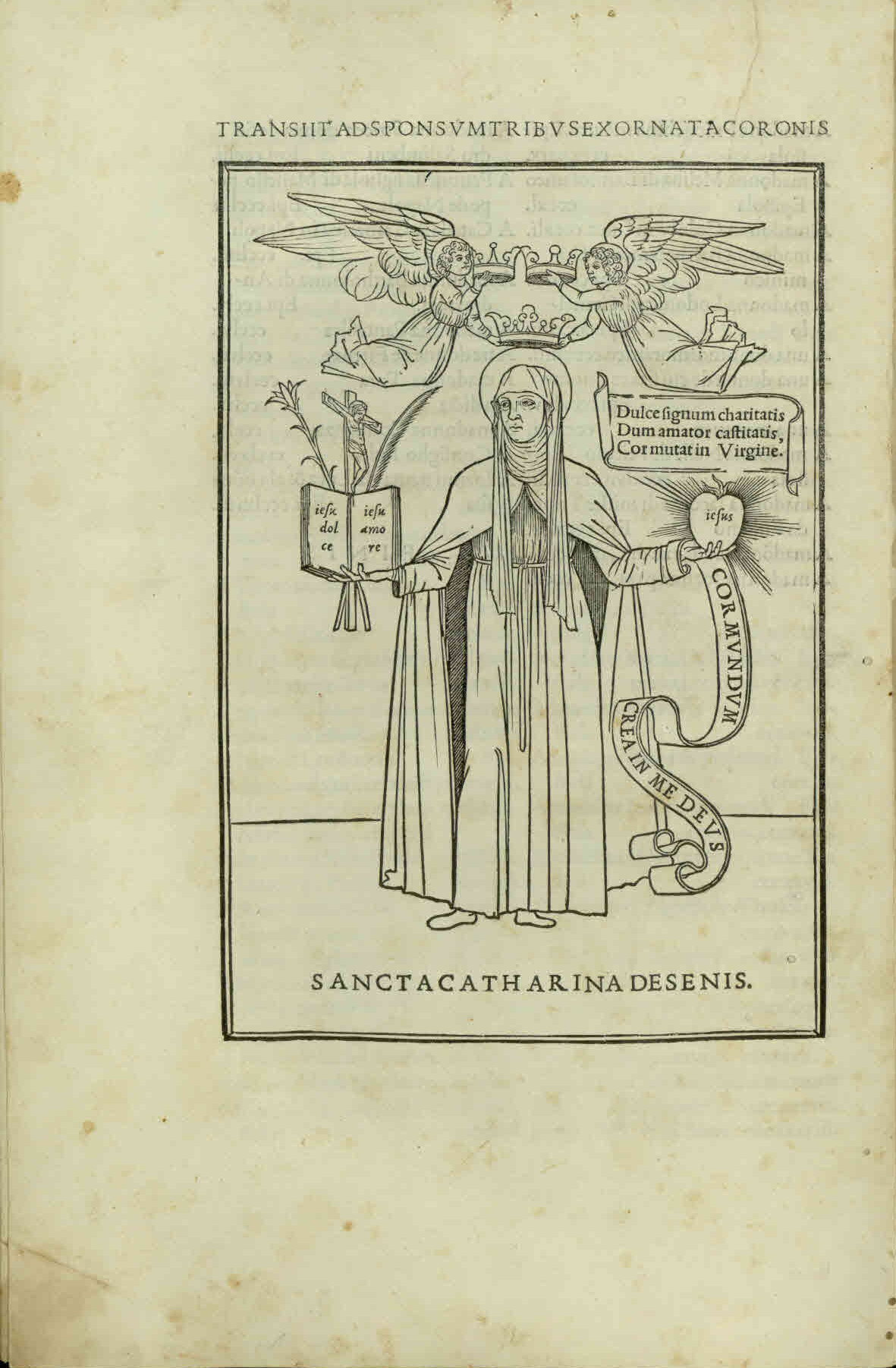
Катерина Сієнська, Epistole («Листи»), опублікована у Венеції Альдом Мануцією у вересні 1500 року: ілюстрована таблиця, у якій з'являються перші слова, надруковані курсивом: iesus усередині серця в лівій руці та iesu dolce iesu amore всередині книги в правій руці.

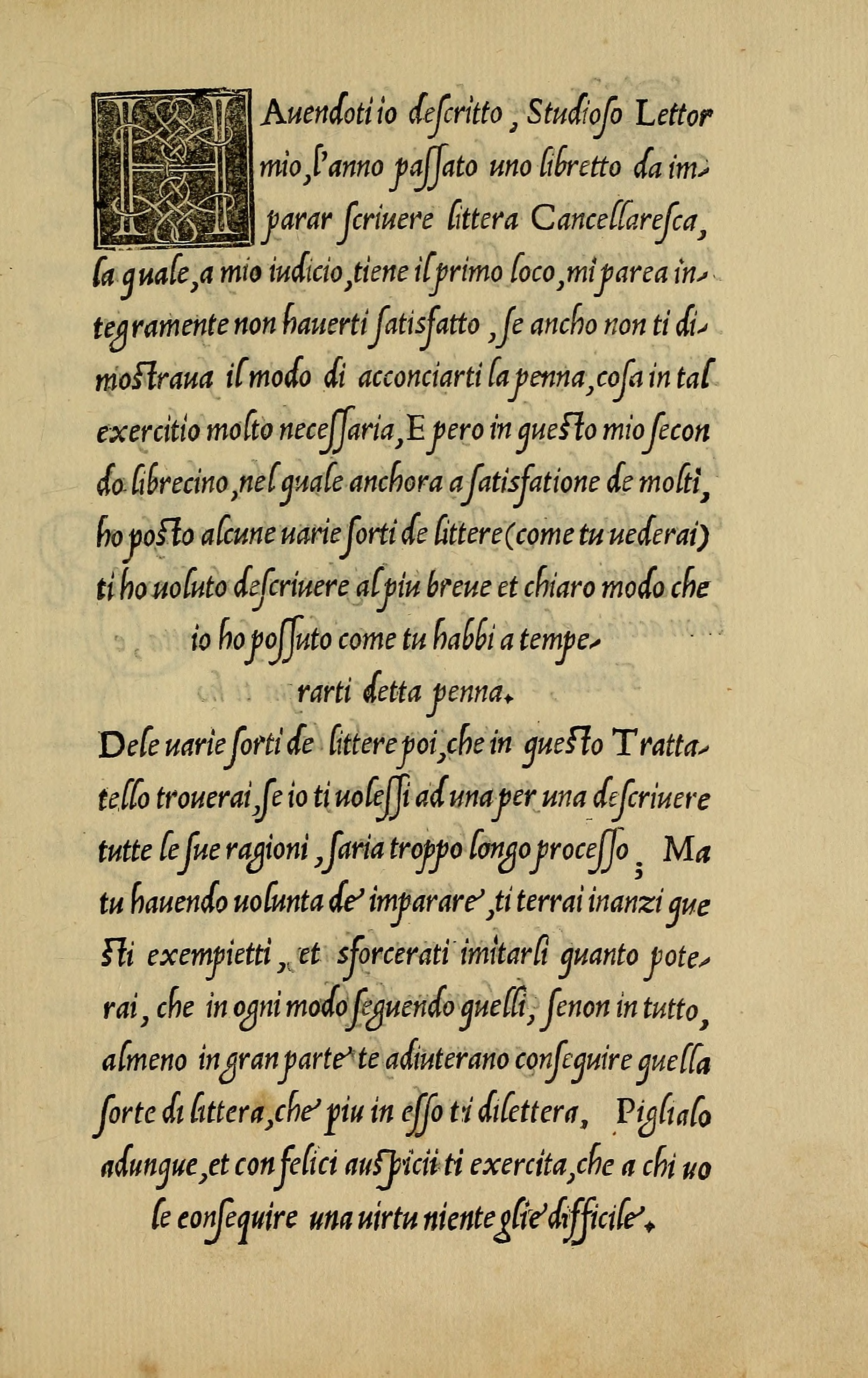
Сторінка з La Operina, де показано ранній «канцелярський» курсив.

Першу книгу курсивним шрифтом віддрукував у 1500 році венецієць Альд Мануцій (1447/1449—1515).
Мануцій мав намір використовувати курсив не для виділення, а для публікації невеликих і легких книжок (часто поетичних) з метою відтворювати стиль тогочасних рукописних манускриптів. Заміна традиційного звичайного шрифту на курсив, вочевидь, мала підкреслити неформальність видань, призначених для читання на дозвіллі; існує також припущення, що перехід на видання невеликих дешевих накладів був наслідком рецесії, що почалася 1500 року в Італії внаслідок війни з Османською імперією. Курсив Мануція відкарбував його різьбяр Франческо Гріффо (пізніше, посварившись із Мануцієм, він стверджував, що винайшов його сам). Створюючи свій курсивний шрифт, Гріффо відтворював типовий тогочасний почерк у стилі Нікколо Нікколі — можливо, навіть почерк Мануція.

Уперше у повному обсязі курсив був використаний у виданні Вергілія 1501 року, присвяченому Італії, хоча і раніше його де-не-де використовували на фронтиспісі видання листів Катерини Сієнської 1500 року. У 1501 році Альдус писав своєму другові Сципіону:
Ми надрукували і зараз публікуємо сатири Ювенала й Персія в дуже маленькому форматі, щоб їх було зручніше тримати в руці і щоб їх міг вивчити напам'ять (не кажучи вже про те, щоб прочитати) кожен.
Курсив Мануція дещо відрізнявся від сучасного курсиву, оскільки був задуманий для конкретного використання — відтворювати накреслення тогочасних каліграфів, як-от Помпоній Лет та Бартоломео Санвіто. Великі літери були вертикальними, на кшталт квадратних римських заголовних літер (так зване латинське книжкове письмо), нижчими за малі курсивні літери з надрядковими елементами, і використовувалися на початку кожного рядка з пробілом перед першою малою літерою. Хоча сучасний курсив часто щільніший, ніж прямий шрифт, історик Гаррі Картер, описуючи курсив Мануція, вказує, що він приблизно такої ж ширини, як і прямий шрифт. Щоб відтворити особливості почерка, Франческо Гріффо вирізав щонайменше 65 зв'язаних літер (лігатур) для «Данте і Вергілія», виданих альдинами в 1501 році. У курсивних шрифтах наступного століття використовувалася різна, але менша кількість лігатур.
Курсив швидко набув популярності, його активно (і неточно) імітували. Сенат Венеції надав Альдусу ексклюзивне право на його використання і патент, підтверджений трьома Папами Римськими, але його почали широко підробляти вже у 1502 році. Гріффо, який покинув Венецію через ділову суперечку, вирізав версію для друкаря Джироламо «Гершома» Сончіно із сім’ї Сончіно; інші копії з'явилися в Італії й Ліоні. Італійці називали цей тип шрифту Альдіно, решта — Італійський (Italic). Курсив швидко поширився; історик Гендрік Вервліє датує перше виробництво курсиву в Парижі 1512 роком. Деякі друкарі Північної Європи використовували саморобні додаткові символи, не використовувані в італійській мові, або поєднували його з альтернативними літерами, в тому числі з готичними.

Окрім імітацій курсиву, розробленого Гріффо, та його похідних, з'явилася друга хвиля «канцелярського» курсиву (cancelleresca corsiva), який набув популярності в Італії. Вервліє описує його як заснований на
…більш продуманому та формальному почерку [з] довшими верхніми та нижніми виносними елементами, іноді з вигнутими або цибулиноподібними віньєтками і [часто] доступний лише у великих розмірах.
Канцелярський курсив був запроваджений близько 1524 року каліграфом і автором підручника з каліграфії Людовіко Аррігі, який розпочав кар'єру друкаря в Римі, а також Джованні Антоніо Тальєнте з Венеції, і дуже швидко, вже до 1528 року, його імітації з'явилися у Франції:
Якщо Альд сподівався (зазвичай кажуть, що сподівався, хоча він ніколи про це не говорив), що курсивні форми літер дадуть змогу заощаджувати місце, то він, мабуть, був розчарований: латинський шрифт на тому ж самому фрагменті тексту займає стільки ж місця. Це гарний і розбірливий шрифт.
Протягом XVI століття канцелярський курсив як стиль занепав, але у XX столітті почалося його відродження. Канцелярський курсив може мати зарубки (серіфи), спрямовані назад, або круглі кінці, спрямовані вперед на верхніх виносних елементах.
Курсивні великі літери з нахилом з'явилися в XVI столітті. Уперше їх використав друкар Йоганн (Йоганнес) Зінгрінер у Відні в 1524 році, і ця практика поширилася в Німеччині, Франції та Бельгії. Особливо на перехід до нахилених заголовних літер як загальної практики вплинув Роберт Гранжон — плідний і надзвичайно акуратний французький різьбяр, особливо відомий своєю майстерністю у вирізанні курсиву. Вервліє зазначає, що серед різьбярів у Франції «головне ім'я, яке асоціюється з цим переходом, — це ім'я Гранжона».
У XVI столітті курсив почали використовувати для виділення окремих слів, а в XVII столітті це стало нормою. Упродовж наступних століть курсив розвивався стилістично, відбиваючи зміни смаків у каліграфії та дизайні шрифтів. Однією з головних змін, яка поступово набула популярності з кінця XVII століття, був перехід до відкритої форми h, що відповідає n: його можна побачити у шрифті Romain du Roi 1690-х років, який замінив складену, закриту форму h курсиву XVI та XVII століть, а також іноді спрощення вхідного штриха.

## Приклади
Стилі справжнього курсиву традиційно дещо вужчі, ніж звичайні шрифти. Ось приклад звичайного та справжнього курсиву:

Приклад набору тексту звичайним та курсивним шрифтом.

У нахиленому тексті використовується той самий шрифт, що й у звичайному, але нахилений праворуч:

Той самий приклад тексту, набраний нахиленим шрифтом

Оскільки курсив — це повноцінний шрифт, обробка поданих ним текстів потребує певних ресурсів пам'яті пристрою, на якому він відображається. З іншого боку, нахилений текст можна легко отримати програмним шляхом зі звичайного шрифту. Зважаючи на це, деякі програми дещо по-різному відображають курсивні фрагменти тексту залежно від того, на якому пристрої це відбувається. Наприклад, курсивні фрагменти тексту в чатах і каналах Telegram на комп'ютері подаються курсивом, а на смартфоні нахиленим шрифтом.

## Використання

### В англійській мові
- Виділення[en]: «Сміт був не єдиним винним, це правда». Це часто співвідноситься з логічним наголосом у мовленні.
- Існує традиція писати назви творів (як-от книги, альбоми, картини, п'єси, телевізійні шоу, фільми та періодичні видання): «He wrote his thesis on The Scarlet Letter.». Твори, які входять до складу більших творів, як-от оповідання, вірші, газетні статті, пісні та телевізійні епізоди, не виділяються курсивом, а просто беруться в лапки. Коли курсив недоступний, наприклад, на друкарській машинці або на вебсайтах, які не підтримують форматування, замість нього часто використовують підкреслення або лапки[36].
- Назви кораблів: «The Queen Mary sailed last night.»
- Іноземні слова, зокрема латинська біномінальна номенклатура в таксономії живих організмів, наприклад: «A splendid coq au vin was served.», «Homo sapiens.»
- Назви газет і журналів: «My favorite magazine is Psychology Today, and my favorite newspaper is the Chicago Tribune.»
- Згадування слова як прикладу: «The word the is an article.».
- Літера або цифра, про яку йдеться в тексті: «John was annoyed; they had forgotten the h in his name once again.», «When she saw her name beside the 1 on the rankings, she finally had proof that she was the best.»
- Введення в текст або визначення термінів, особливо технічних термінів або тих, які вживаються в незвичному контексті[37]: «Freudian psychology is based on the ego, the super-ego, and the id.», «An even number is one that is a multiple of 2.».
- Іноді в романах для позначення процесу мислення персонажа: «This can't be happening, thought Mary.».
- Курсив використовується у Біблії короля Якова, щоб не підкреслювати слова, «які не мають еквівалента в оригінальному тексті, але необхідні в англійській мові»[38]: «And God saw the light, that it was good»[39].
- Математичні символи (константи та змінні) зазвичай виділяють виділено курсивом: «The solution is x = 2.».
- Символи для фізичних величин і математичних констант: «The speed of light, c, is approximately equal to 3,00×108 m/s»[40][41][42].
- У біології назви генів (наприклад, lacZ) пишуться курсивом, тоді як назви білків пишуться звичайним шрифтом (наприклад, β-галактозидаза, яку кодує ген lacZ)[43].
- Курсив часто використовується в коміксах. Курсив може використовуватися в різних ситуаціях, як-от внутрішні монологи, підписи, іншомовні слова та текст, що відображається всередині певних типів мовних кульок (наприклад, словесних бульбашок). Курсивом зазвичай також виділяють слова, виділені жирним шрифтом[44].
- У старій англійській мові письменники набагато вільніше виділяли слова курсивом, щоб зробити на них акцент, наприклад, Джон Донн:No man is an Iland, intire of it selfe; every man is a peece of the Continent, a part of the maine; if a Clod bee washed away by the Sea, Europe is the lesse, as well as if a Promontorie were … ( Meditation XVII, 1624)

### Курсив у субтитрах
Курсив використовується специфічним чином у субтитрах до фільмів та іншої відеопродукції. Зокрема, компанія Netflix вимагає від українських лінгвістів, які локалізують її продукцію, виділяти курсивом такі категорії тексту:
- Фрази, які чутно через електронні носії (телефони, телевізори, гучномовці тощо).
- Фрази мовців, які не присутній у кадрі, а натомість перебувають за кадром чи поза камерою.
- Внутрішній монолог або думки, закадровий голос.
- Тексти пісень і віршів.
- Назви альбомів, книг, фільмів і програм не використовуйте курсив. Замість цього слід використовувати лапки. Якщо назву залишено англійською мовою, лапки не потрібні.

## Курсив і нахилений шрифт

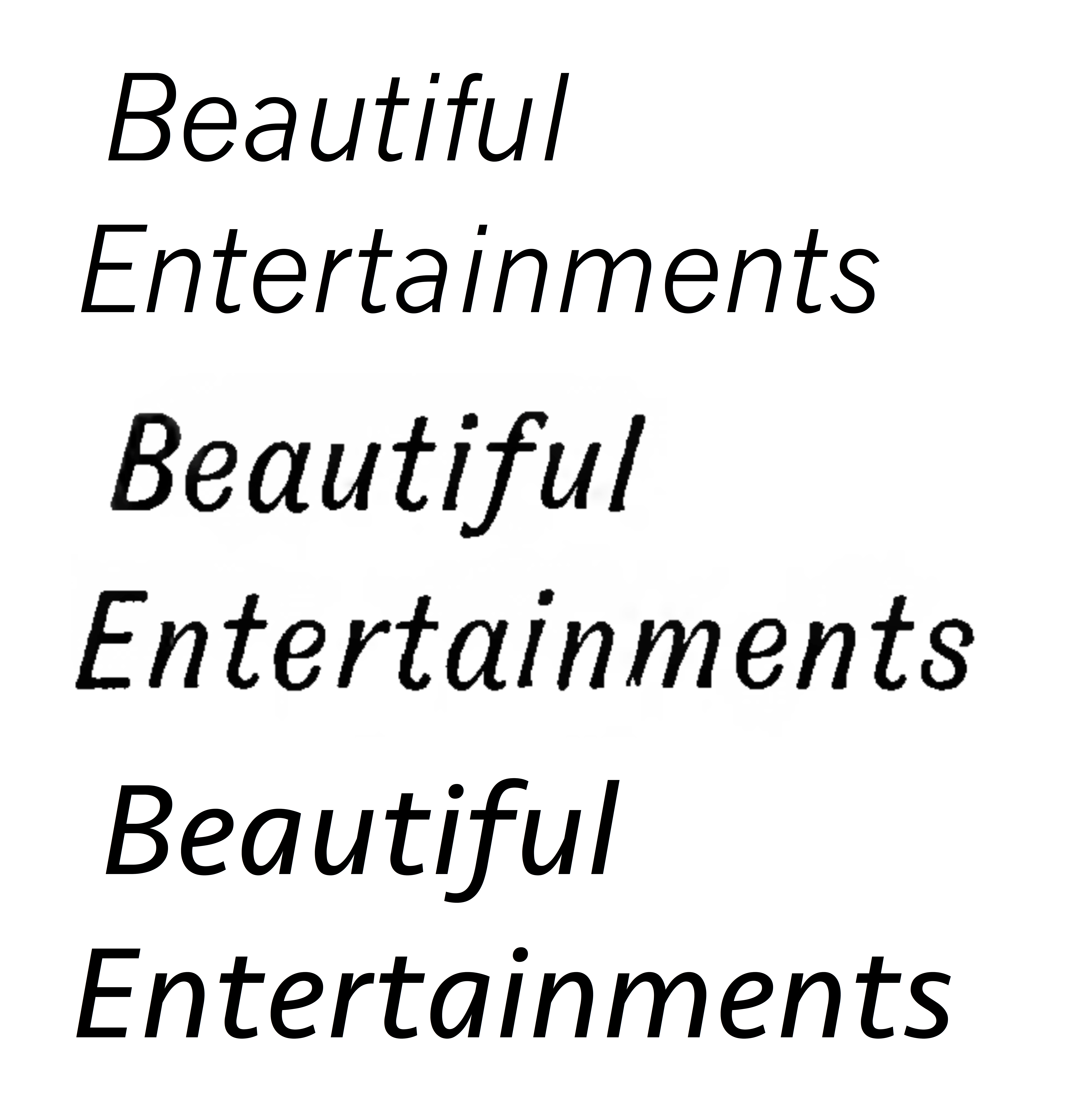
Три курсиви без зарубок. ', гротескний шрифт 1908 року, як і багато інших шрифтів того часу, містить курсив. Gothic Italic no. 124, гротескний шрифт 1890-х років, має чіткий прямий курсив, що нагадує тогочасні сімейства шрифтів із зарубками '. ', сучасне гуманістичне сімейство шрифтів, має більш неформальний курсив на кшталт почерку.

Нахилений шрифт (також «похилений курсив»; англ. oblique type) — це так званий «несправжній» курсив — шрифт із нахилом, але без курсивних форм літер. У багатьох шрифтах без зарубок замість курсиву використовуються нахилені накреслення (іноді їх називають «нахиленим звичайним шрифтом»); деякі з них мають як курсивні, так і нахилені варіанти. Дизайнери шрифтів описують нахилений шрифт як менш органічний і «менш каліграфічний», ніж курсив, але в деяких ситуаціях він доречний. Сучасний дизайнер шрифтів Джеремі Танкард заявив, що він уникав справжніх курсивних літер a та e у своєму шрифті Bliss без зарубок, оскільки вважав їх «надто м'якими», тоді як Джонатан Хофлер і Тобіас Фрер-Джонс описують нахилений шрифт як «гостріший і наполегливіший», ніж справжній курсив. Адріан Фрутігер вважає, що нахилені шрифти краще відповідають естетиці без зарубок, ніж «справжній» курсив. З іншого боку, Мартін Майор стверджував, що нахилені шрифти недостатньо контрастують зі звичайними.
Майже для всіх сучасних шрифтів із зарубками розроблено справжній курсивні версії. Наприкінці ХІХ — на початку ХХ століть деякі друкарні, як-от American Type Founders та Genzsch & Heyse, пропонували нахилені шрифти із зарубками, а не курсивні, але ці шрифти, особливо дисплейні (зокрема, Genzsch Antiqua) здебільшого вийшли з ужитку. Винятком є гарнітура Bookman від American Type Founders, яка в деяких варіантах пропонувалася з нахилом у «металевій» версії.
Незвичайним прикладом нахиленого шрифту міжвоєнного періоду є дисплейний шрифт Koch Antiqua. Завдяки частково нахиленим малим літерам його курсивні великі літери «вбудовуються» у стиль заголовних літер у «металевих» шрифтах великих розмірів. Його розробив Рудольф Кох — шрифтовий дизайнер, який раніше спеціалізувався на дизайні готичних шрифтів (де курсив не використовується); Волтер Трейсі охарактеризував його дизайн як «вільний від традицій звичайного та курсивного шрифтів».

Історик, фахівець із друкарства та художній керівник Стенлі Морісон деякий час у міжвоєнні роки цікавився нахиленими шрифтами, які, на його думку, виділяються в тексті менше, ніж справжні курсивні і мали б їх витіснити. У своїй статті Towards an Ideal Italic («На шляху до ідеального курсиву») він стверджував, що книжкові гарнітури із зарубками слід за замовчуванням комплектувати їхніми нахиленими версіями, а також доповнювати шрифтом у рукописному стилі. Він намагався просувати цю ідею, замовивши в Еріка Гілла гарнітуру Perpetua з нахиленим звичайним, а не справжнім курсивним накресленням, але результат його не задовольнив; фінальний курсивний варіант шрифту Perpetua, коли його нарешті випустили, мав звичайні курсивні літери a, e та f. Морісон писав своєму другові, шрифтовому дизайнеру Яну ван Крімпену, що, розробляючи курсив для Perpetua,
…ми недостатньо сильно його нахилили. А коли ми збільшили нахил, склалося враження, що шрифт потребує трохи більше «курсивності»".
Декілька інших шрифтових дизайнерів певний час повторювали його підхід: зокрема, гарнітури Romulus Яна ван Крімпена і Electra Вільяма Еддісона Двіггінса були випущені з нахиленими варіантами. Пізніше гарнітура Electra була перевидана (але вже не в Британії) з варіантом справжнього курсиву, який є єдиною формою, що використовується в більшості оцифрувань. Винятком є її відродження у вигляді гарнітури Aluminia, створеної Джимом Паркінсоном, у якій передбачено обидві форми. За планом Морісона, гарнітура Romulus комплектувалася нахиленим шрифтом Cancelleresca Bastarda із довшими верхніми і нижніми виносними елементами. Дизайнер шрифтів цифрового періоду Джеймс Пакетт (James Puckett) описує нахилені варіанти шрифтів Romulus та Electra як «вражаюче невдачі, [які] практично вбили ідею шрифтів із зарубками». Створена Морісоном гарнітура Times New Roman має дуже традиційний справжній курсив у стилі кінця XVIII століття. Пізніше Морісон іронічно зазначав, що цей курсив завдячує «радше Didot, ніж догмам».
Деякі шрифти із зарубками, призначені насамперед для заголовків, а не для основного тексту, не мають курсиву — наприклад, гарнітури Engravers та деякі випуски Cooper Black і Baskerville Old Style. Крім того, деякі комп'ютерні програми, якщо вони не знаходять ні справжного курсиву, ні нахиленого варіанта шрифту, вміють імітувати курсив, просто нахиляючи звичайний шрифт, хоча створені таким чином варіації шрифтів із зарубками іноді мають незграбний вигляд. Професійні дизайнери зазвичай не просто нахиляють шрифти, а й вносять малопомітні зміни, щоб виправити спотворення кривих, які при цьому виникають. У багатьох сімейств шрифтів без зарубок передбачено нахилені шрифти, позначені як курсив, незалежно від того, чи мають вони характеристики «справжнього курсиву».

## Складніші випадки використання

### Курсив всередині курсиву

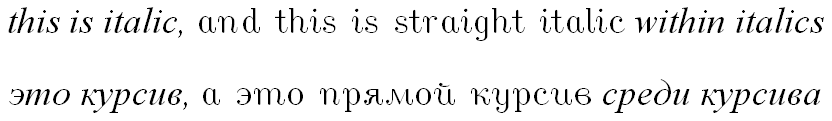
Прямий курсив у звичайному курсивному накресленні (латиницею та кирилицею)

Якщо якийсь врагмент тексту усередині рядка, виділеного курсивом, потрібно виділити, зазвичай шрифт перемикають на некурсивний (звичайний):
I think The Scarlet Letter had a chapter about that, thought Mary.
У цьому прикладі заголовок (The Scarlet Letter) розташований у межах думок персонажа, виділених курсивом, і тому він, навпаки, подається звичайним шрифтом. Далі за ним слідує основна розповідь, яка теж подається звичайним шрифтом. Щоб розрізнити звичайний текст і курсив всередині курсиву, читач має докласти додаткових зусиль. У наведеному фрагменті, окрім використання чергування курсив — некурсив, у заголовку використовується також капіталізація.

Підходи до того, як діяти в такому випадку, різні в різних джерелах. Наприклад, стиль довідника MLA передбачає повернення до звичайного шрифту, тоді як Чиказький посібник зі стилю (14.94) вимагає використовувати лапки:
A Key to Whitehead's «Process and Reality.»
Альтернативним варіантом є перехід на «вертикальний курсив», якщо використовуваний шрифт пережбачає таку можливість (див. нижче).

### Курсив із нахилом літер ліворуч

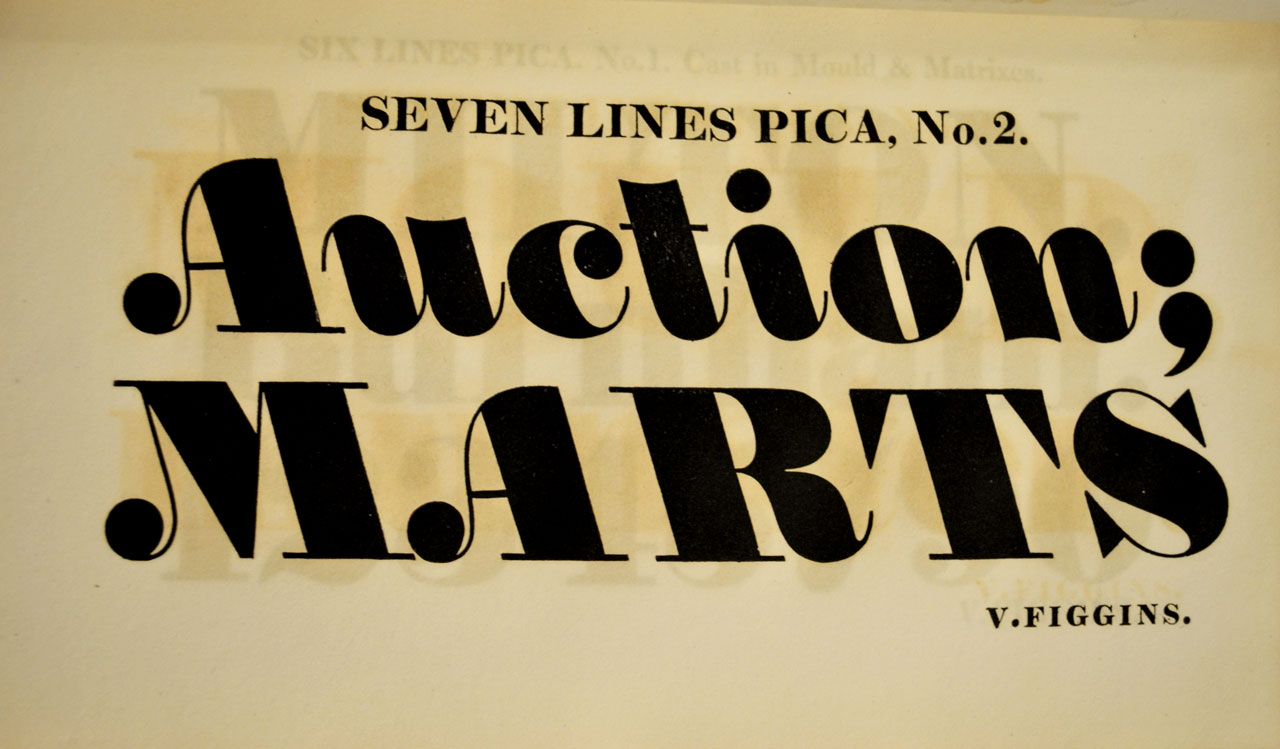
Жирний курсивний шрифт з оберненим нахилом, створений для вивісок лондонською ливарнею '. Цей шрифт є прикладом сміливих шрифтів, які були створені для привернення уваги і набули популярності в британській типографії на початку XIX століття.

Курсив із нахилом ліворуч рідко зустрічається в латинській графіці. Нині він використовується переважно для привернення уваги, однак колись він був більш поширеним — наприклад, у юридичних документах.

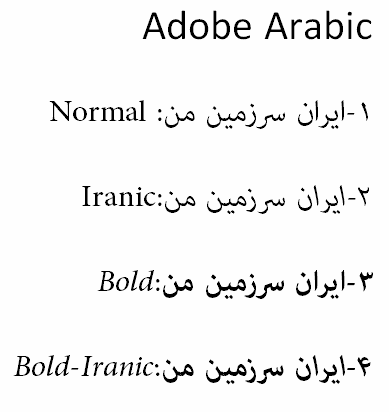
Чотири форми шрифту фарсі (звичайний, іранський, напівжирний, напівжирний іранський).

Такий різновид курсиву є поширенішим в арабському письмі. У деяких арабських шрифтах (наприклад, Adobe Arabic, Boutros Ads) верхня частина курсивних шрифтів нахилена вліво, а не вправо. Деякі сімейства шрифтів, як-от Venus, Roemisch, Topografische Zahlentafel, включають шрифти з нахилом вліво та літери, призначені для німецького картографічного виробництва карт, навіть якщо вони не підтримують арабські символи.

### Іранський стиль шрифту
У 1950-х роках Гулямхоссейн Мосахаб винайшов іранський стиль шрифту — курсив із нахилом вліво, який поєднується з напрямком письма справа наліво.

### Прямий курсив

Курсив ' — шрифт «прямий курсив».

Різновиди курсиву досить сильно відрізняються від звичайних шрифтів, але є можливість створювати так звані «прямі курсиви» — шрифти, які мають курсивний стиль, але водночас залишаються прямими. У країнах із мовами на основі латини прямий курсив зустрічається рідко, але іноді його використовують у математиці або в складних текстах — у місцях, де фрагменти тексту, уже виділені курсивом, потребують «додаткового» курсиву. Наприклад, розроблена Дональдом Кнутом гарнітура Computer Modern, призначена для запису математичних формул, містить прямий курсив як альтернативу «стандартному» курсиву.
До сімейств шрифтів із прямим або майже прямим курсивом належать гарнітури Romanée Яна ван Кримпена, Joanna Еріка Гілла, FF Seria Мартіна Майора та Deepdene Фредерика Гауді. Популярний книжковий шрифт Bembo продається з двома курсивними варіантами: досить простим, який зазвичай використовується нині, та альтернативним набагато «каліграфічнішим» прямим «конденсованим курсивом» (Condensed Italic) — як ексцентрична альтернатива «звичайному» курсиву. Цей курсив розробив Альфред Фербанк; він назвав його Bembo Condensed Italic, серія Monotype series 294. Деякі друкарі, які перебували під впливом «Руху мистецтв і ремесел», як-от Гілл, відродили також вихідну систему курсивних малих літер лише з ХІХ століття.

### Дужки

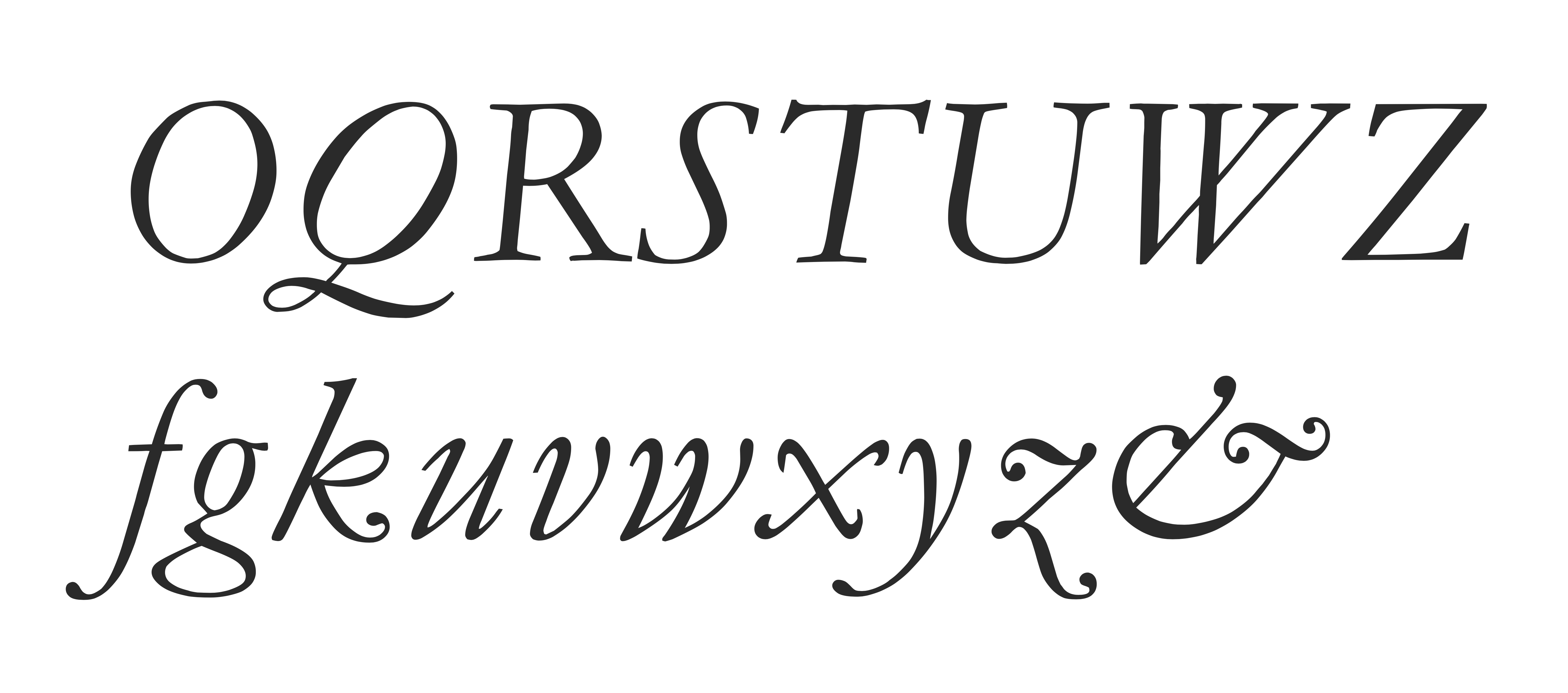
Курсив гарнітури Monotype Garamond досить точно відтворює роботу гравера XVII століття — заголовні літери курсиву зі змінним нахилом.

«Чиказький посібник зі стилю» рекомендує дужки (як круглі, так і квадратні) навколо тексту, який починається й закінчується курсивом або нахиленим шрифтом, теж набирати курсивом (як у цьому прикладі), щоб запобігти накладанню символів і уникнути нерівномірних проміжків між ними. Виняток із цього правила — коли курсивом набрано лише початок або кінець фрагмента тексту всередині дужок (у цьому випадку перевага надається звичайному шрифту, як у цьому прикладі).
В іншому довіднику з типографії, «Елементи типографічного стилю», стверджується, що, оскільки курсивні роздільники не є історично коректними, завжди слід використовувати вертикальні дужки, водночас приділяючи особливу увагу кернінгу.

### Замінники
Там, де курсив неможливий, замість нього використовують альтернативні варіанти.
- У машинописному або рукописному тексті зазвичай використовується підкреслення.
- У звичайних текстових комп'ютерних файлах, зокрема в електронній пошті, слова, виділені курсивом, часто позначають, оточуючи їх скісними рисками, знаками підкреслення або іншими схожими знаками. Наприклад:
  - I was /really/ annoyed.
  - They >completely< forgot me!
  - I had _nothing_ to do with it. (Виділення знаками підкреслення найчастіше інтерпретується як альтернатива курсиву.)
  - It was *absolutely* horrible. (Виділення зірочками зазвичай інтерпретується як напівжирність. Цей і попередній приклади означають курсив у Markdown, де для виділення напівжирним шрифтом використовуються **подвійні зірочки**, а для підкреслення — _подвійне підкреслення__.)

- Там, де курсив означає не виділення, а заголовок, або там, де згадується[en] слово, лапки можуть бути замінені:
  - The word «the» is an article.
  - The term «even number» refers to a number that is a multiple of 2.
  - The novel «Fahrenheit 451» was written by Ray Bradbury.

### OpenType
В OpenType передбачено тег ital для заміни символу на його курсивну форму зі збереженням шрифту. Крім того, варіація шрифту OpenType має вісь ital для переходу між курсивною та некурсивною формами та вісь slnt для кута нахилу символів.

### Вебсторінки
У мові HTML для виділення тексту курсивом (або його нахилу) використовується елемент <i>. Для виділення тексту сучасні вебстандарти рекомендують використовувати елемент <em>, оскільки він передає, що вміст має бути підкреслений, навіть якщо його не можна відобразити курсивом. І навпаки, якщо курсив є суто декоративним, а не змістовним, то згідно з логікою семантичної розмітки автор має замість елемента <i> або <em> використовувати декларацію каскадних таблиць стилів font-style: italic; разом із відповідною семантичною назвою класу.

### Юнікод
В Юнікоді блок «Математичні алфавітно-цифрові символи» містить латинські й грецькі літери, виділені курсивом і напівжирним шрифтом. Однак Юнікод не рекомендує використовувати ці символи у звичайному тексті замість розмітки даних.